# Hardwar
Hardwar o Haridwar (hindi हरिद्वार भारत) és una ciutat i municipalitat de l'Índia, capital del districte d'Hardwar a l'estat d'Uttarakhand. Haridwar vol dir "Porta de Déu".

## Ciutats santa
És considerada una de les set ciutats més santes de l'hinduisme. Antigament, va portar el nom de Gangadwára (गंगाद्वार, lloc on el Ganges baixa a la plana). Es considera que és un dels quatre llocs on es troba l'elexir de la immortalitat (els altres són Ujjain, Nasik i Allahabad) i, per tant, s'hi celebren les festes de Kumbha Mela un cop cada tres anys en una de les quatre ciutats (una vegada cada 12 anys) amb assitència de milions de peregrins i turistes; el lloc on surt l'elexir o nectar (amrita) és conegut com a Brahma Kund, o llac a la vora dels ghats d'Har Ki Pauri. És el centre principal de pelegrinatge a Uttarakhand (els altres quatre són Badrinath, Kedarnath, Gangotri i Yamunotri).

## Població
La població al cens del 2001 era de 175.010 habitants. A anterior cens la població era:

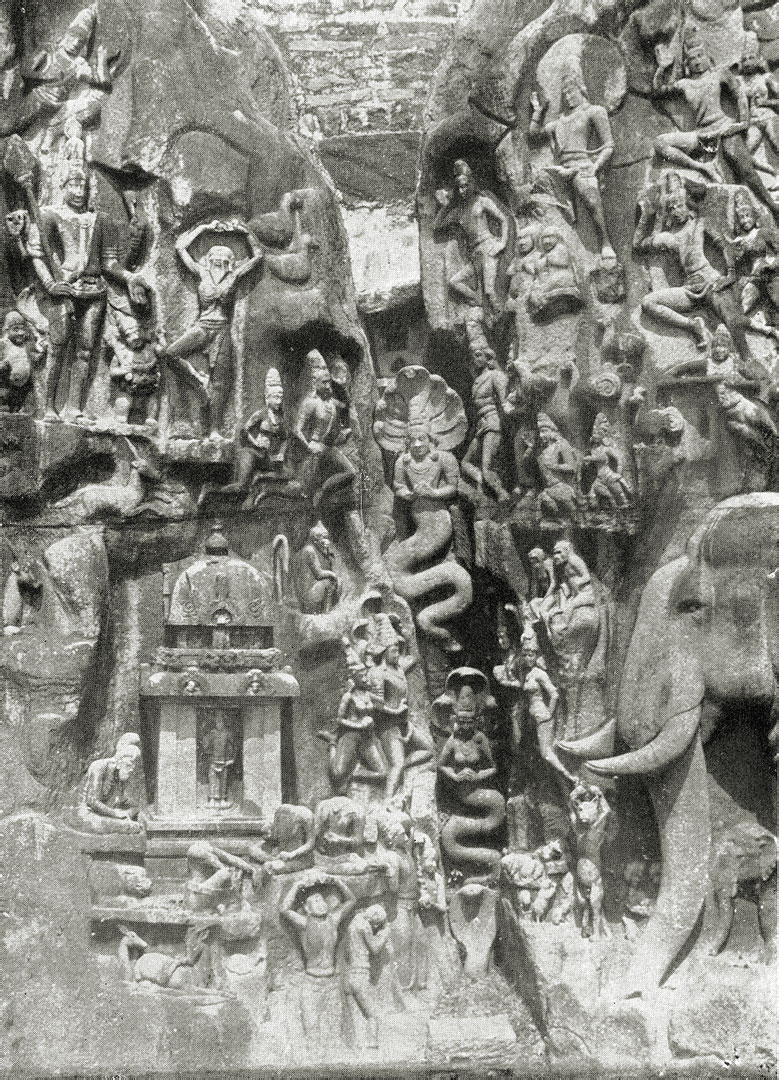
Príncep Bhagiratha en penitència per la salvació de 60.000 ancestres

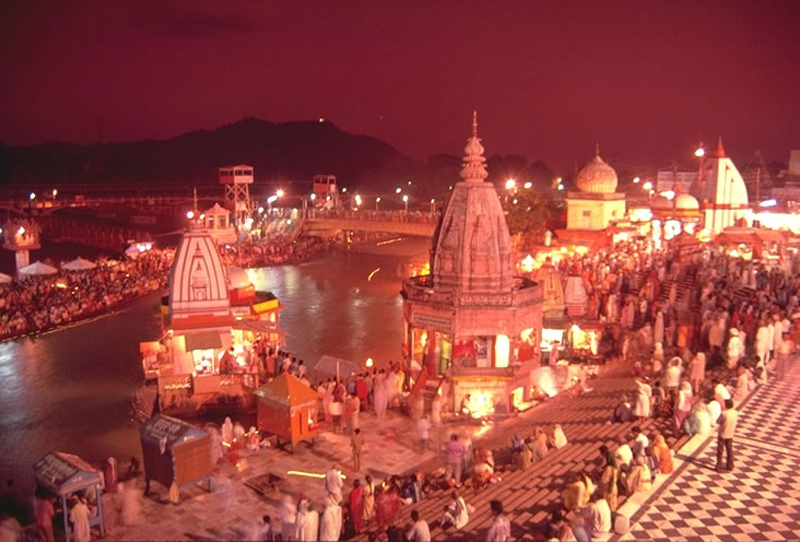
Pregàries de capvespre a Hari-ki-pairi

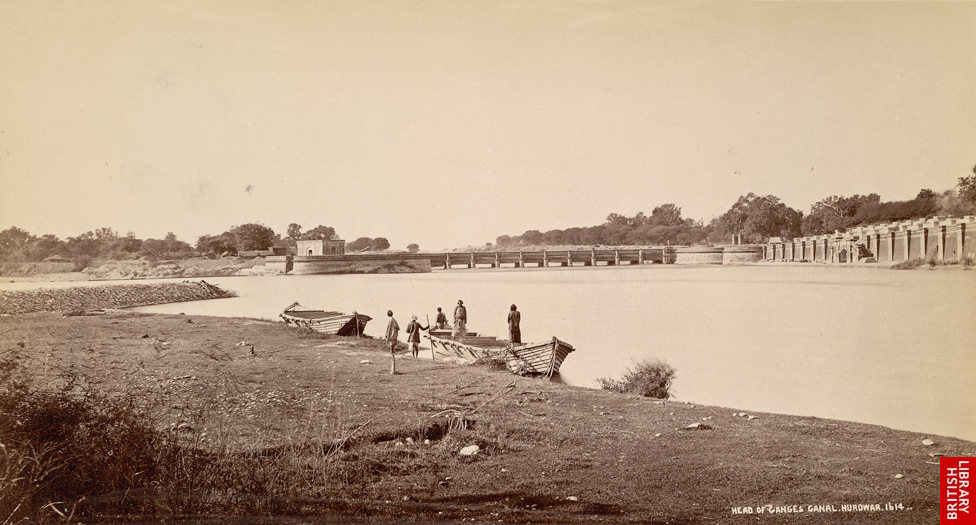
Inici del canal a Haridwar vers 1894-1898

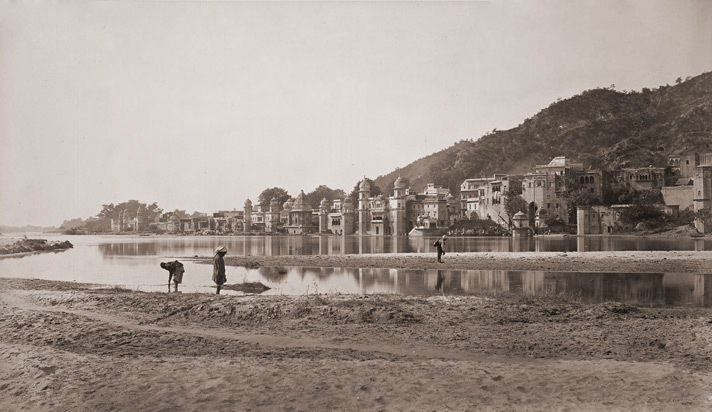
Haridwar des de l'altre costat del Ganges, el 1866

- 1872: 21.555
- 1881: 28.106
- 1891: 29.125
- 1901: 25.597

## Història

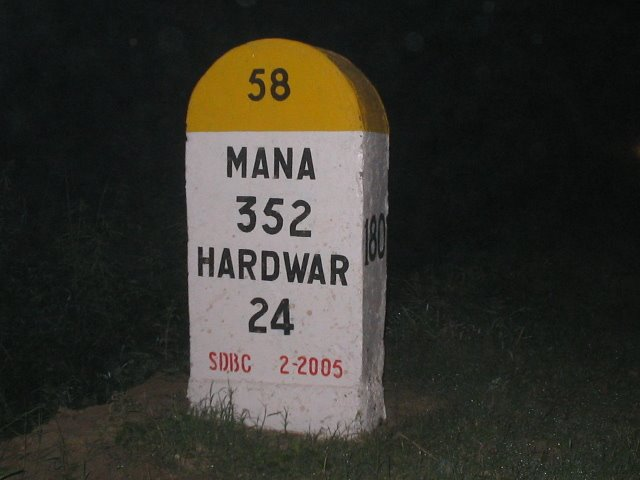
pedra indicadora a la carretera cap a Haridwar

Deixant de banda les llengües mitològiques associades a la religió, les troballes han posat en relleu una cultura de terracota que va existir entre el 1700 aC i el 1200 aC. Fou dominada pels mauryes (322–185 aC), i després pels kushana (segles I a III). El ghat sagrat d'Har ki Pauri fou construït pel rei Vikramaditya (segle I aC) en record del seu germà Bhrithari, que s'havia establert a Haridwar per meditar a la riba del Ganges i va morir-hi.
Referències escrites apareixen als escrits del viatger xinès Huan Tsang, que va ser a la zona el 629 durant el regnat d'Harsa o Harshavardhana (590–647), que li dona el nom de Mo-yu-lo (segurament les ruïnes de Mayapur una mica al sud de la moderna ciutat) esmentant un fort i tres temples decorats amb escultures,; al nord de Mo-yu-lo esmenta un temple de nom Gangadwara (Cami del Ganges). Adi Shankracharya hauria visitat la regió i l'estàtua principal encara existent al temple Chandi Devi seria obra seva al segle viii.
Haridwar va passar al sultanat de Delhi al segle xiii; després fou travessada per Tamerlà el gener del 1399
Durant la seva visita el primer guru sikh, Guru Nanak (1469-1539) es va banyar a Haridwar. La seva visita, suposadament el 1504, encara es commemora en el lloc de culte sikh de Gurudwara Nanakwara; després va visitar Kankhal quan anava a Kotdwara al Garhwal. Més tard la va visitar el tercer guru, Sri Amar Das, que hi va estar 22 vegades en la seva vida.
L′Ain-e-Akbari escrit per Abul Fazal al segle xvi en temps d'Akbar, parla de Maya o Mayapur (que diu que era anomenada Hardwar), com a ciutat sagrada dels hindus.; també esmenta que Akbar en els seus viatges va beure aigua del Ganges en aquest lloc i li va dir "l'aigua de la mmortalitat"
El general d'Akbar raja Man Singh d'Amber, hauria fundat la moderna ciutat i hauria renovat els ghats a Har-ki-pauri. A la seva mort el seu cos hauria estat submergit al llac Brahma Kund pel mateix emperador. Thomas Coryat, un viatger anglès que va visitar la ciutat en temps de l'emperador Jahangir (1596-1627) esmenta a Haridwara com la capital de Xiva.
La regió va passar a mans de la Companyia Britànica de les Índies Orientals el 1803. Els britànics van construir la presa de Bhimgoda Dam, una de les més grans del Ganges, després del 1840. El Canal Superior del Ganges, els treballs del qual es van iniciar l'abril de 1842 (després de la fam de 1837-1838), fou obert el 1854; beneficiós per l'agricultura va causar un desgavell en el corrent del riu i va contribuir a la decadència del Ganges com a riu navegable (al segle xviii encara ciutats com Tehri eren considerades ports). La capçalera del canal del Ganges està situada a Haridwar.
La muncipalitat es va formar el 1869 amb els pobles de Mayapur i Kankhal. La població el 1901 era de 25.597 habitants i formava part del tehsil de Roorkee al districte de Saharanpur de les Províncies Unides d'Agra i Oudh. El 28 de desembre de 1988 fou declarada capital d'un nou districte que porta el seu nom.